# Yungasacris peruviana
Yungasacris peruviana är en insektsart som beskrevs av Rehn, J.A.G. 1950. Yungasacris peruviana ingår i släktet Yungasacris och familjen vårtbitare. Inga underarter finns listade i Catalogue of Life.